# Sphecophaga orientalis
Sphecophaga orientalis är en stekelart som beskrevs av Donovan 2002. Sphecophaga orientalis ingår i släktet Sphecophaga och familjen brokparasitsteklar. Inga underarter finns listade i Catalogue of Life.